# Тезія
Тезія (Tesia) — рід горобцеподібних птахів родини Cettiidae (до останніх досліджень їх відносили до родини Sylviidae). Містить 4 види як населяють підлісок гірських лісів у Південній та Південно-Східній Азії, де вони є резидентами або мігрують на короткий час. Вони мають довгасті ноги і здаються безхвостими, попри те мають 8 кермових.

## Історія дослідження
Рід Тезії перше був описаний в 1837 році англійським натуралістом Браяном Гоутоном Годжсоном. Назву птах отримав від непальського слова Tisi. Типовий вид Tesia cyaniventer названий англійським зоологом Джорджем Робертом Греєм в 1847 році. Раніше рід входив до родини Sylviidae. Молекулярне філогенетичне дослідження, опубліковане в 2011 році, показало, що тезія належить до родини Cettiidae

## Поширення
Рід поширений у Південно-Східній Азії. Два північні види поширені на півдні Китаю, в М'янмі, Таїланді, Лаосі, В'єтнамі, а також в Гімалаях на півночі Індії та півдні Непалу; тоді як інші два види трапляються на Яві та Малих Зондських островах на півдні Індонезії.

## Опис
Дрібні птахи, завдовжки 7-10 см, вагою 6-12 г. Вони мають досить довгі ноги та дуже короткий хвіст. Оперення північних видів оливкове на спині і крилах та сіре на череві; у південних видів коричневі крила і спина. Всі види окрім тезії золотоголової мають темну смугу, що проходить від основі дзьоба через очі. Оперення тезії золотоголової відрізняється від інших видів. У неї яскраво-жовті тім'я, груди та горло, темно-каштанова голова та неповне біле орбітальне кільце. У виду відсутні лицьові смуги інших видів. Тезії мають також міцний хребець на верхній щелепі.

## Спосіб життя
Тезії живуть у підліску гірського широколистяного лісу. Вони віддають перевагу вологому лісу, і їх часто можна зустріти біля води. Це активні комахоїдні птахи, які годуються біля землі серед підліску та підстилки, але можуть добувати їжу на висоті до 25 м від землі серед ліан на стовбурах великих дерев. Три північні види відомі як наземні співуни. Три північні види — це високкогріні птахи, вони розмножуються на висоті до 4000 м, а зимують на висоті до 150 м. Два південних види не мігрують і проживають у межах свого ареалу.

## Розмноження
Інформації про біологію розмноження тезій мало, більш детально описано лише три види, золотоголова, жовтоброва та яванська. Вони розмножуються раз в рік. Птахи розмножуються сезонно. У різних видів може бути або один, або 2 сезони. Сезони припадає на травень — липень для односезонних, та з квітня по червень і з жовтня по грудень для двосезонних (тезія рудоголова).
Гніздо тезій має вигляд кулі з моху, рослинних волокон і коріння. Воно закріплюється у високій рослинності або в основі стовбура дерева.
Розмір кладки становить 3-5 яєць, а в рудоголової тезії лише 2 яйця. У тезії жовтобрової обидві статі висиджують кладку. Також відомо, що у цього виду іноді паразитує зозуля Cuculus poliocephalus.

## Види
| Загальна назва     | Наукова назва       | Поширеність              |
| ------------------ | ------------------- | ------------------------ |
| Тезія золотоголова | Tesia olivea        | від Бутану до В'єтнаму   |
| Тезія жовтоброва   | Tesia cyaniventer   | північ Індії до В'єтнаму |
| Тезія яванська     | Tesia superciliaris | Західна Ява              |
| Тезія рудоголова   | Tesia everetti      | схід Індонезії           |